# Arnie Herber
Arnold Charles Herber (Green Bay, Wisconsin, 2 de abril de 1910 – Green Bay, Wisconsin, 14 de octubre de 1969), más conocido como Arnie Herber, fue un jugador profesional estadounidense de fútbol americano que se desempeñó en la posición de quarterback en la National Football League (NFL). Es miembro del Salón de la Fama del Fútbol Americano Profesional.

## Carrera
Herber jugó como profesional once temporadas en Green Bay Packers (1930-1940), posteriormente se unió a New York Giants, donde jugó dos temporadas (1944-1945), y fue el equipo en el que se retiró.

## Reconocimiento
El 17 de septiembre de 1966, fue seleccionado para ser miembro del Salón de la Fama del Fútbol Americano Profesional.